# Lomatogonium de Carinthie
Lomatogonium carinthiacum
Espèce
Le Lomatogonium de Carinthie (Lomatogonium carinthiacum) est une espèce de plantes de la famille des Gentianacées.